# نووا دانبرووا (استان پومرانی)
نووا دانبرووا (استان پومرانی) (به لاتین: Nowa Dąbrowa) یک روستا در لهستان است که در گمینا پوتنگووو واقع شده‌است. نووا دانبرووا ۹۳ نفر جمعیت دارد.